# Верхній Курмей
Верхній Курме́й (рос. Верхний Курмей) — присілок у складі Абдулинського міського округу Оренбурзької області, Росія.

## Населення
Населення — 67 осіб (2010; 104 у 2002).
Національний склад (станом на 2002 рік):
- чуваші — 58 %